# Trzebicz (województwo zachodniopomorskie)
Trzebicz (niem. Rohrbruch) – kolonia w Polsce położona w województwie zachodniopomorskim, w powiecie choszczeńskim, w gminie Bierzwnik. W latach 1975–1998 miejscowość administracyjnie należała do województwa gorzowskiego. W roku 2007 kolonia liczyła 2 mieszkańców.
Miejscowość wchodzi w skład sołectwa Przeczno.

## Geografia
Kolonia leży ok. 1,5 km na północ od Przeczno.